# Герхард фон Малберг
Герхард фон Малберг (на немски: Gerhard von Malberg), е шестият Велик магистър на рицарите от Тевтонския орден. Преди това е командор (комтур) на замъка Торон в Южен Ливан, а през 1240, малко преди избора му за велик магистър, е посочен за орденсмаршал. Към 1244 г. губи доверието на тевтонците и е принуден да се оттегли от поста си. Впоследствие намира място сред стари свои съратници в ордена на тамплиерите, към който принадлежи до смъртта си през 1246 г.